# أميبيات وسطية
الأميبيات الوسطية (الاسم العلمي: Centramoebida) هي رتبة من الطلائعيات تتبع الطائفة الفصية.

## التصنيف
- الشوكميبات
  - الشوكميبة